# 街の唱歌隊
『街の唱歌隊』（まちのしょうかたい）は、1940年（昭和15年）製作・公開、島耕二監督による日本の長篇劇映画、ミュージカル映画である。

## 略歴・概要
現代劇のスタジオ・日活多摩川撮影所（現在の角川大映撮影所）が製作した日本の初期のミュージカル映画である。テイチク（現在のテイチクエンタテイメント）との提携で、ディック・ミネや服部富子が出演し、杉原泰蔵がミュージックスコアを書き、島田磬也が歌詞を書いた。
本作は、1940年1月6日、正月第二弾興行として、時代劇のスタジオ・日活京都撮影所製作、荒井良平監督、阪東妻三郎主演の『鍔鳴浪人 後篇』と同時上映で、東京・浅草公園六区の富士館を筆頭に全国公開された。
本作の上映用プリントは、現在、東京国立近代美術館フィルムセンターには所蔵されてはいない。

## スタッフ・作品データ
- 監督 : 島耕二
- 原作 : 長崎五郎
- 脚色 : 永見隆二
- 撮影 : 相坂操一
- 音楽 : 杉原泰三（杉原泰蔵）
- 作詞 : 島田磬也
- 主題歌
  1. 『人生のピエロ』
  2. 『南風の窓』 : 歌ディック・ミネ、作詞島田磬也、作曲杉原泰蔵
  3. 『青春華』 : 歌ディック・ミネ・服部富子・杉狂兒、作詞島田磬也、作曲杉原泰蔵
  4. 『涙のオアシス』

- 製作 : 日活多摩川撮影所
- 上映時間 （巻数 / メートル） : 77分[3] （7巻 / 2,133メートル）
- フォーマット : 白黒映画 - スタンダード・サイズ（1.37:1） - モノラル録音
- 公開日 :  日本 1940年1月6日
- 配給 :  日活
- 初回興行 : 浅草・富士館

## キャスト
- 杉狂児
- ディック・ミネ
- 日暮里子
- 服部富子

## 註
1. ↑  鍔鳴浪人 後篇、日本映画データベース、2010年2月2日閲覧。
2. ↑  所蔵映画フィルム検索システム、東京国立近代美術館フィルムセンター、2010年2月2日閲覧。
3. ↑  Film Calculator換算結果、コダック、2010年2月2日閲覧。